# Song Di
Song Di (宋迪; ca. 1015–1080) was een Chinees kunstschilder en schrijver uit de Song-periode. Zijn omgangsnaam was Fugu. Hij behoorde tot de zesde generatie van ambtenaren in zijn familie die aan het hof werkzaam waren.
Song begon zijn loopbaan als hofschilder na het behalen van de jinshi-graad in het Chinees examenstelsel. Hij was bevriend met beroemde personen als Su Shi (1037–1101) en Sima Guang (1019–1086).
Tijdens de regering van keizer Shenzong was Song de eerste die de 'Acht Gezichten van Xiaoxiang' als een serie schilderde. Hiermee begon hij een traditie die tot ver in de Qing-periode navolging vond in Oost-Azië. Songs volledige originele serie is niet bewaard gebleven, net als de meeste van zijn schilderwerken. Ook al zijn geschriften zijn verloren gegaan.